# (17056) Boschetti
(17056) Boschetti (1999 GW3) – planetoida z grupy pasa głównego asteroid okrążająca Słońce w ciągu 3,3 lat w średniej odległości 2,21 j.a. Odkryta 6 kwietnia 1999 roku.